# The Outer Limits
The Outer Limits (en Latinoamérica: Rumbo a lo desconocido o Más allá de la imaginación; en España: Más allá del límite) es una serie de televisión antológica de ciencia ficción estadounidense de la década de 1960 cocreada, dirigida, escrita y producida para la cadena ABC por el director Leslie Stevens (1924-1998). Su primera etapa, de dos temporadas y 49 episodios, se transmitió entre 1963 y 1965. Su segunda etapa, de 7 temporadas y 154 episodios, se emitió entre 1995 y 2002.
Cada episodio del programa era una historia autoconclusiva tal y como ocurría en otras series similares como Cuentos de la cripta, Amazing Stories o The Twilight Zone. Sin embargo, y a diferencia de estas otras series, The Outer Limits se centraba exclusivamente en la ciencia ficción.

## Primera etapa (1963-1965)
Tras el éxito obtenido por la serie La dimensión desconocida, creada por Rod Serling y emitida por el canal CBS entre 1959 y 1964, la cadena ABC decidió impulsar The Outer Limits para tratar de aprovechar el filón de la ciencia ficción.

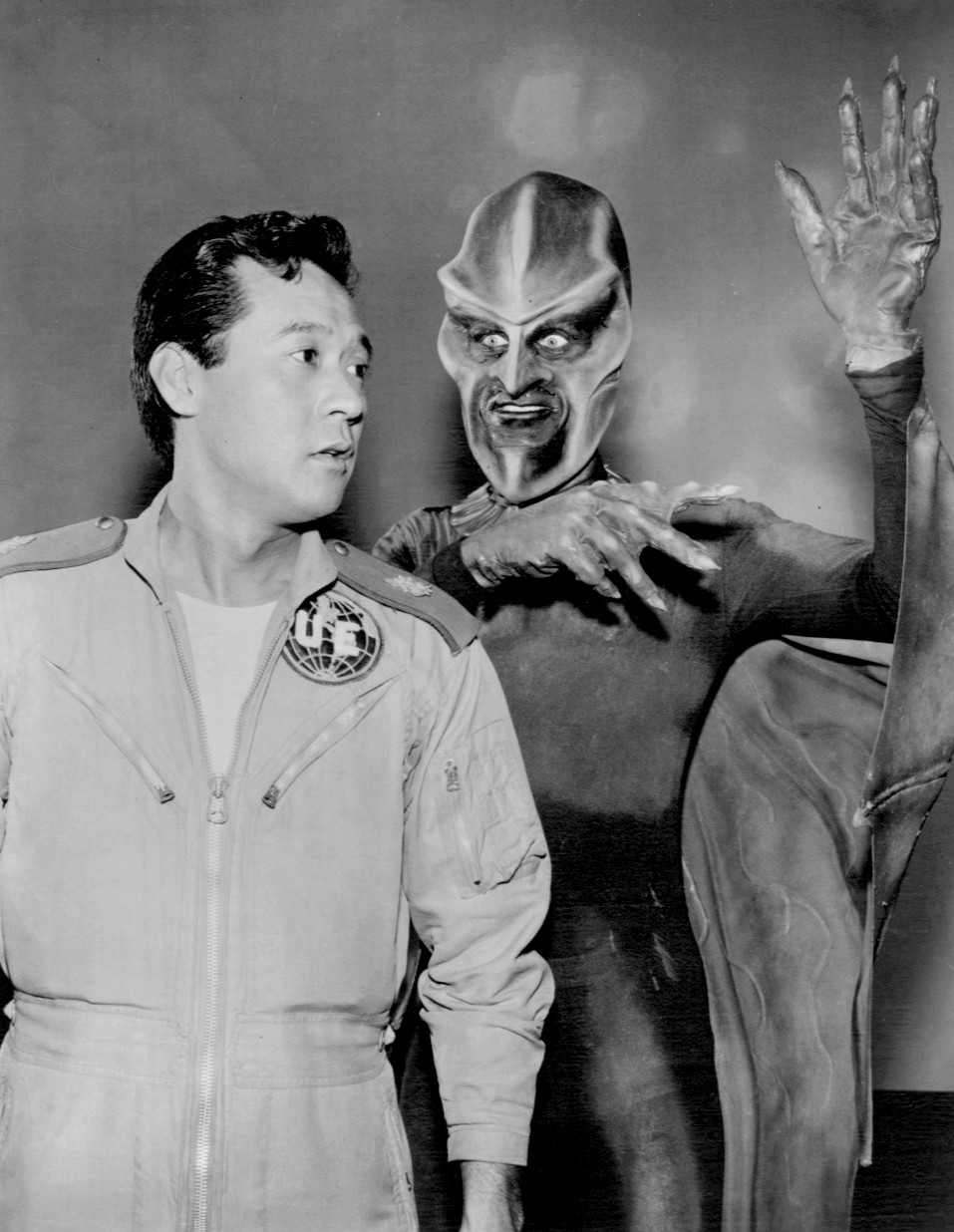
Fotografía del episodio «Nightmare», protagonizado por James Shigeta.

Su primera etapa, emitida entre septiembre de 1963 y enero de 1965 a lo largo de dos temporadas, mostraba episodios autoconclusivos en los que con frecuencia aparecían figuras como monstruos o seres extraños.

"There is nothing wrong with your television set. Do not attempt to adjust the picture. We are controlling transmission. We will control the horizontal, we will control the vertical. We can change the focus to a soft blur, or sharpen it to crystal clarity. For the next hour, sit quietly and we will control all that you see and hear. You're about to participate in a great adventure. You are about to experience the awe and mystery with reaches from the inner mind to... The Outer Limits."
Texto de introducción a cada episodio de la serie a cargo de su creador Leslie Stevens (1963-1965)
Leslie Stevens 

La serie fue creada por Leslie Stevens, quien contó en su proyecto con la ayuda de Joseph Stefano, guionista de Psicosis, y con el director de fotografía Conrad Hall. El escritor Harlan Ellison también colaboró en la producción de dos episodios la serie. Durante esta etapa, actores como Martin Landau, Robert Duvall, James Shigeta o Robert Culp formaron parte de los elencos.

"Se le ocurrió a Leslie Stevens. Estaba haciendo un programa para ABC y estaba preparando otro programa piloto. Luego se le ocurrió la idea de realizar una serie de antología de ciencia ficción. Pero no lo dejaron producirlo porque estaba produciendo el otro programa. Había tenido algunas conversaciones en ABC en ese momento sobre la creación de series. Cuando descubrieron que Leslie y yo habíamos sido amigos durante años aceptaron de inmediato su idea [que yo fuera el productor]. Se suponía que debía producir cada episodio y escribir cuatro y terminé escribiendo 12. Fue un trabajo agotador, pero me encantó. Tuve personas muy buenas como Conrad Hall que era su director de fotografía [nominado al Oscar por su trabajo en American Beauty]. Teníamos mucha libertad. Mucho más de lo que creo que la gente tiene hoy."
Joseph Stefano (2000) 

En total se emitieron 49 episodios (32 en la primera temporada y 17 en la segunda), todos ellos rodados en blanco y negro y, pese a lo fugaz de su paso por pantalla, la serie se convirtió en un título de culto. Sin embargo discrepancias entre ABC en la producción, y unos considerables recortes de presupuesto, provocaron la marcha tanto de Stefano como de Stevens y, en definitiva, la cancelación de la serie en 1965. 

"Estaba escribiendo cosas que eran claramente anti-CIA. Si hubiera ido a alguna emisora y dijera "tengo una idea para un programa que va contra la CIA" me habrían despedido. Aquí tuvimos monstruos y seres extraterrestres que le quitaron esa maldición. Acabábamos de salir de un período oscuro, muy extraño. En los años 50, cuando los recordamos ahora, sabemos el daño que se hizo y luego algunos de nosotros sentimos que algo iba mal y pudimos escribir programas al respecto. Lo interesante es que el público pese a todo lo entendía. Recibí un correo increíble de un niño de 12 años que sabía de lo que realmente estaba hablando."
Joseph Stefano (2000) 

### Premios y nominaciones
- 1966 - Premio del Writers Guild of America a Harlan Ellison por el episodio «Demon With a Glass Hand».
- 2003 - Nominada al Premio Saturn a la mejor recopilación en DVD.

## Segunda etapa (1995-2002)
En 1995, tras la buena acogida de las secuelas de Star Trek y Babylon 5, la productora  Metro Goldwyn Mayer, poseedora de los derechos del formato, decidió relanzar la serie incluyendo como productores consultivos a Stefano y Stevens. A diferencia de la serie original, en la cual en cada episodio aparecía un monstruo o ser extraño, en esta etapa se evitó la idea de "el monstruo de la semana". Sus argumentos se basaban en los efectos causados en la humanidad por encuentros con alienígenas, viajes en el tiempo, viajes espaciales o los efectos de tecnología innovadora y descubrimientos científicos.

"No le ocurre nada a su televisor. No intente ajustar la imagen. Ahora somos nosotros quienes controlamos la transmisión. Controlamos la horizontalidad y la verticalidad. Podemos abrumarle con miles de canales o hacer que una simple imagen alcance una claridad cristalina, y aún más. Podemos hacer que vea cualquier cosa que conciba nuestra imaginación. Durante la próxima hora controlaremos todo lo que vea y oiga. Está usted a punto de experimentar el asombro y el misterio que se extiende desde lo más profundo de la mente, hasta más allá del límite."
Texto de introducción a cada episodio en la Segunda Etapa (versión para España)
Leslie Stevens

"Nada le está sucediendo a su televisor. No intente ajustar la imagen. Ahora nosotros controlamos la transmisión. Controlamos el horizontal y el vertical. Podemos invadirle con mil canales, o hacer que una imagen llegue con la claridad del cristal, y aún más. Podemos hacer que usted vea cualquier cosa que nuestra imaginación conciba. Durante la próxima hora controlaremos todo lo que vea y escuche. Está a punto de experimentar el vértigo del misterio que se expande desde lo más profundo de su mente hasta más allá de la imaginación."
Texto de introducción a cada episodio en la Segunda Etapa (versión para América Latina)
Leslie Stevens

En Estados Unidos la serie fue emitida inicialmente por el canal de pago Showtime -siendo la miniserie más larga de la cadena, solo superada en el 2010 con la emisión de una séptima temporada de Weeds-. Posteriormente se trasladó a Sci-Fi Chanel (actual Syfy) hasta el fin de su emisión en 2002. En total se emitieron 154 episodios a lo largo de siete temporadas.
En España, se emitió en las diversas cadenas de televisión autonómicas y, posteriormente, en canales nacionales como Cuatro o Nitro repetidas veces. La cadencia de emisiones era, normalmente, de dos episodios en horario nocturno. Pero también, en algunas ocasiones, se programaron en horario matinal.

### Premios y nominaciones

#### Recibidos
- 1995 - CableACE a mejor dirección por el episodio «Sandkings».
- 1996 - Premios Saturn a la mejor serie de televisión.
- 1996 - Premios CableACE a mejor serie dramática.
- 1996 - Premio Primetime Emmy a la mejor actriz invitada en una serie dramática para Amanda Plummer por el episodio «La enmienda del tiempo».[15]
- 1997 - Premio Saturn a mejor serie de televisión por cable.
- 1998 - Premio Saturn a mejor serie de televisión por cable.

#### Nominaciones
- 1999 - Premio Saturn a mejor serie de televisión por cable.
- 2000 - Premio Saturn a mejor serie de televisión por cable.
- 2000 - Premio de la CSC (Canadian Society of Cinematographers) a mejor fotografía por el episodio «Human Operators».
- 2001 - Premio Saturn a mejor serie de televisión por cable.